# Мазури (Великопольське воєводство)
Мазури (пол. Mazury) — село в Польщі, у гміні Острув-Велькопольський Островського повіту Великопольського воєводства.